# Jens Craenmehr
Jens Craenmehr (Meterik, 30 april 2002) is een Nederlandse voetballer die als doelman speelt.

## Clubcarrière
De van RKSV Meterik afkomstige Craenmehr speelde vanaf 9-jarige leeftijd in de jeugdopleiding van VVV-Venlo en werd in het seizoen 2019/20 vanwege een blessure van derde keeper Bram Verbong toegevoegd aan de selectie van het eerste elftal. In juni 2021 tekende hij er zijn eerste profcontract voor de duur van twee seizoenen met een optie voor een extra jaar. In juli 2023 verlengde de club die verbintenis met nog eens een seizoen, met een optie voor een extra jaar. Na het vertrek van Lukáš Zima en Ennio van der Gouw trok VVV Jan de Boer aan als nieuwe eerste doelman. Craenmehr, die eerder derde keus was, werd de nieuwe reservedoelman. In een met 3-0 verloren uitwedstrijd bij De Graafschap op 26 januari 2024 maakte hij na een rode kaart voor Jan de Boer in de 89e minuut zijn officiële competitiedebuut namens de Venlose eerstedivisionist, als invaller voor Michalis Kosidis. Eind maart 2024 maakte de club bekend de optie in zijn aflopende contract niet te zullen lichten. Kort daarop koos Craenmehr voor een overstap naar vierdedivisionist RKSV Wittenhorst.

### Profstatistieken
| 2019/20                               | VVV-Venlo       | Eredivisie      | 0 | 0 | 0 | 0 | — | — | 0 | 0 |
| 2020/21                               | VVV-Venlo       | Eredivisie      | 0 | 0 | 0 | 0 | — | — | 0 | 0 |
| 2021/22                               | VVV-Venlo       | Eerste divisie  | 0 | 0 | 0 | 0 | — | — | 0 | 0 |
| 2022/23                               | VVV-Venlo       | Eerste divisie  | 0 | 0 | 0 | 0 | 0 | 0 | 0 | 0 |
| 2023/24                               | VVV-Venlo       | Eerste divisie  | 1 | 0 | 0 | 0 | — | — | 1 | 0 |
| Carrière totaal                       | Carrière totaal | Carrière totaal | 1 | 0 | 0 | 0 | 0 | 0 | 0 | 0 |
| Bijgewerkt tot en met 26 januari 2024 |                 |                 |   |   |   |   |   |   |   |   |